# Bologna Violenta
Bologna Violenta è un progetto musicale italiano formato nel 2005 e costituito in origine unicamente da Nicola Manzan (2 marzo 1976), polistrumentista trevigiano diplomato in violino. Dal 2015 entra a far parte del progetto Alessandro Vagnoni come batterista.

## Storia
Nel 2005 prende il via il progetto musicale Bologna Violenta, attraverso la pubblicazione dell'omonimo EP digitale pubblicato in "free download" per l'etichetta francese Core:back Records.
Nel 2006 pubblica il primo album dal titolo Bologna violenta, costituito da 27 tracce, i cui titoli sono ispirati al cinema poliziottesco italiano degli anni '70. Nel disco di debutto la melodia è completamente assente, a farla da padrone sono riff di chitarre ultradistorte.
Nel 2010 viene pubblicato il secondo album, intitolato Il nuovissimo mondo per Bar La Muerte. Questo disco fa segnare una prima notevole svolta nello stile musicale. L'album, Ispirato dai "mondo-movie", risulta pieno di citazioni (espresse attraverso dei dialoghi) che rimandano alle atmosfere ciniche dei suddetti "mondo-movie"; mentre sono presenti anche parti (Song blue) in cui si fa accenno alla melodia.
Dopo l'uscita de Il nuovissimo mondo, Bologna Violenta parte per un tour di due anni che ha contato centotrenta date non solo in Italia, ma anche all'estero.
Il 27 gennaio 2012 viene pubblicato per Wallace Records e Dischi Bervisti e distribuito da Audioglobe, il terzo album in studio, Utopie e piccole soddisfazioni. Il disco, contenente 21 tracce che risultano prive di citazioni cinematografiche, è caratterizzato da un background completo che spazia dal noise puro alla musica classica. Alcuni pezzi sono cantati: le voci sono di J. Randall degli Agoraphobic Nosebleed e di Aimone Romizi dei Fast Animals and Slow Kids.
A partire dal 4 marzo 2013, Bologna Violenta fa partire il progetto The Sound of.... Si tratta della pubblicazione in download gratuito di 40 cover di altrettanti brani di 40 diversi artisti e band, pubblicate 4 a settimana per 10 settimane.
Il 24 febbraio 2014 viene pubblicato il quarto album, Uno bianca, concept album incentrato sui crimini commessi dalla banda della Uno bianca: ogni traccia ripercorre 27 episodi della storia criminale del gruppo attivo a Bologna e dintorni dal 1987 al 1994.
Ad aprile 2016 viene pubblicato Discordia, primo lavoro in cui compare Vagnoni come batterista.
Il 1º dicembre 2023 esce il singolo Tuk-tuk extravaganza.

## Collaborazioni

### 4fioriperzoe
Nel 2005 Manzan è entrato nella formazione dei 4fioriperzoe, band pop cantautorale già composta da Matteo Costa Romagnoli (voce, chitarra, basso, tastiere) e Francesco Brini (batteria, programmazioni, synth) e con all'attivo un album (Normalmente scompaiono, 2003) e numerose colonne sonore, fatte soprattutto per cortometraggi e documentari. In questo trio Manzan suona archi, chitarra e pianoforte. Nel 2008 la band pubblica l'album Tredici cose che dovrei dirti, pubblicato per la neonata etichetta Garrincha Dischi, fondata dallo stesso Matteo Costa Romagnoli.
Nel settembre 2010 pubblicano l'album Musiche per film mai visti (Garrincha Dischi), una raccolta di 32 brani strumentali composti nel corso degli anni per cinema, documentari, teatro e performance.

### Altre collaborazioni
Ad inizio 2010, dopo l'arrivederci di Giulio Favero, Manzan è entrato ufficialmente nella band Il Teatro degli Orrori insieme a Tommaso Mantelli. In questa band Manzan ha suonato chitarra, violino e synth. Non ha pubblicato nessun album con "Il Teatro", ma vi aveva già collaborato come ospite precedentemente in un brano dell'album Dell'impero delle tenebre (2007) e in due brani di A sangue freddo (2009). Nel marzo 2011 Manzan ha dovuto lasciare la band.
Altra esperienza per Manzan è stata quella da turnista live con i Baustelle nel periodo 2008-2009.
Tra gli artisti con cui ha lavorato in studio: Offlaga Disco Pax (in Bachelite), Zen Circus (in Nati per subire), Ronin, Il Pan del Diavolo (in Piombo, polvere e carbone), Non voglio che Clara (in Hotel Tivoli, L'ultima occasione e Dei cani), Paolo Benvegnù, Yuppie Flu, Franklin Delano, WISE, Ligabue (in Secondo tempo), Luminal, Davide Matrisciano, Chiara Canzian, Alessandro Grazian, NUT, La notte dei lunghi coltelli, Simona Gretchen, Sophie Lillienne, København Store, Lo Stato Sociale, L'Officina della Camomilla e Fast Animals and Slow Kids, Vintage Violence, Alessandro Vagnoni.

## Formazione
- Nicola Manzan – chitarra, violino, sintetizzatori, drum machine (2005-presente)
- Alessandro Vagnoni – batteria (2015-presente)

## Discografia

### Album in studio
- 2006 – Bologna violenta (autoprodotto)
- 2010 – Il nuovissimo mondo (Bar La Muerte)
- 2012 – Utopie e piccole soddisfazioni (Wallace Records/Dischi Bervisti)
- 2014 – Uno bianca (Woodworm/Wallace Records/Dischi Bervisti)
- 2016 – Discordia (Overdrive/Dischi Bervisti)
- 2020 – Bancarotta Morale (Overdrive/Dischi Bervisti)

### EP
- 2007 – Take No Prisoners (Sociopath Recordings)
- 2017 – Cortina (Dischi Bervisti)

### Split
- 2011 – Killer Contro Killers (Grindcore Karaoke), con Gunzard
- 2015 – Op.35 in FA-stidio maggiore, con Dogs for Breakfast[senza fonte]
- 2015 – SBB V/S BV, con Surgical Beat Bros
- 2017 – Soundtrack for Caligari, (Dischi Bervisti) con Super Trutux